# George Gower
George Gower (c. 1540–1596) foi um pintor de retratos inglês que se tornou Pintor Oficial da Rainha Elizabeth I em 1581.
Muito pouco se sabe sobre sua infância, exceto que ele era neto de Sir John Gower de Stittenham, North Yorkshire. 
Suas primeiras obras documentadas são os dois retratos de 1573 de Sir Thomas Kytson e sua esposa Lady Kytson , agora na Tate Gallery em Londres.
Gower foi nomeado para o cargo de Pintor Oficial (Serjeant Painter) da Rainha Elizabeth I em 1581. Isso lhe permitiu pintar a maior parte da aristocracia da Inglaterra. O cargo também o tornou responsável pela decoração pintada nas residências reais, e pelas carruagens e móveis. Entre suas obras estavam uma fonte (hoje destruída) e o relógio astronômico, ambos no Palácio de Hampton Court. Ele também inspecionava os retratos da Rainha feitos por outros artistas antes de seu lançamento oficial.
A versão do Retrato da Armada de  Elizabeth I, agora na Abadia de Woburn, pintada para comemorar a derrota da Armada Espanhola em 1588, foi anteriormente atribuída a Gower, assim como uma versão reduzida na National Portrait Gallery (Reino Unido). Todas as três versões existentes são agora consideradas obras de diferentes artistas ingleses desconhecidos.
Gower morreu em Londres. 

## Galeria

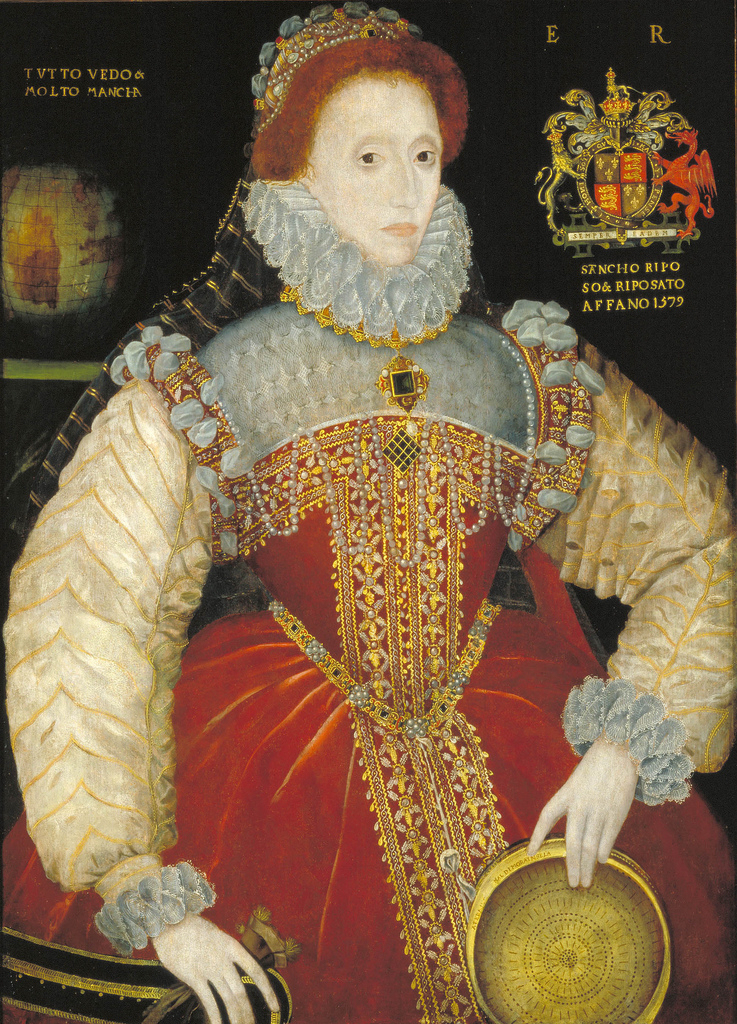
Elizabeth I, Plimpton Sieve Portrait
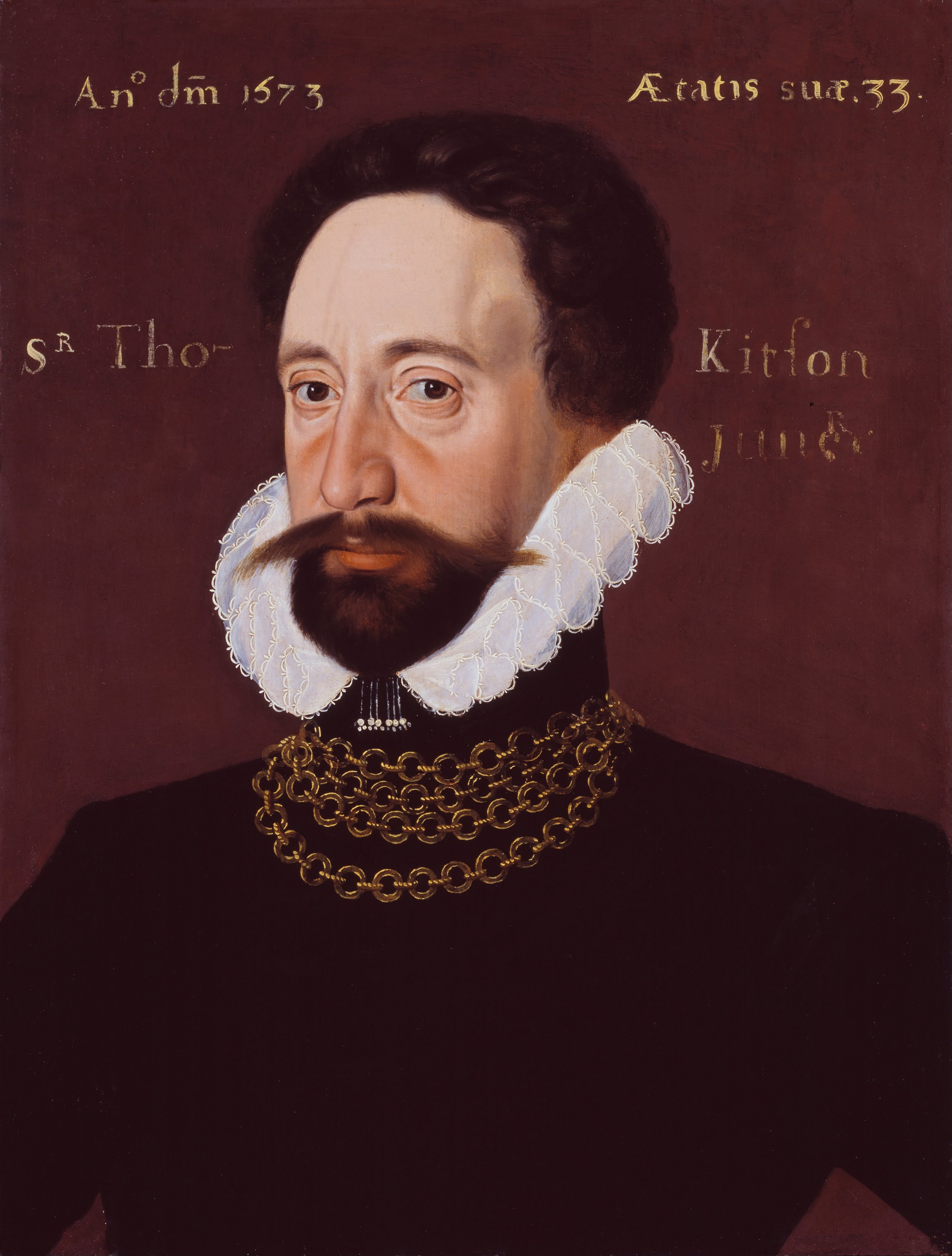
Thomas Kytson
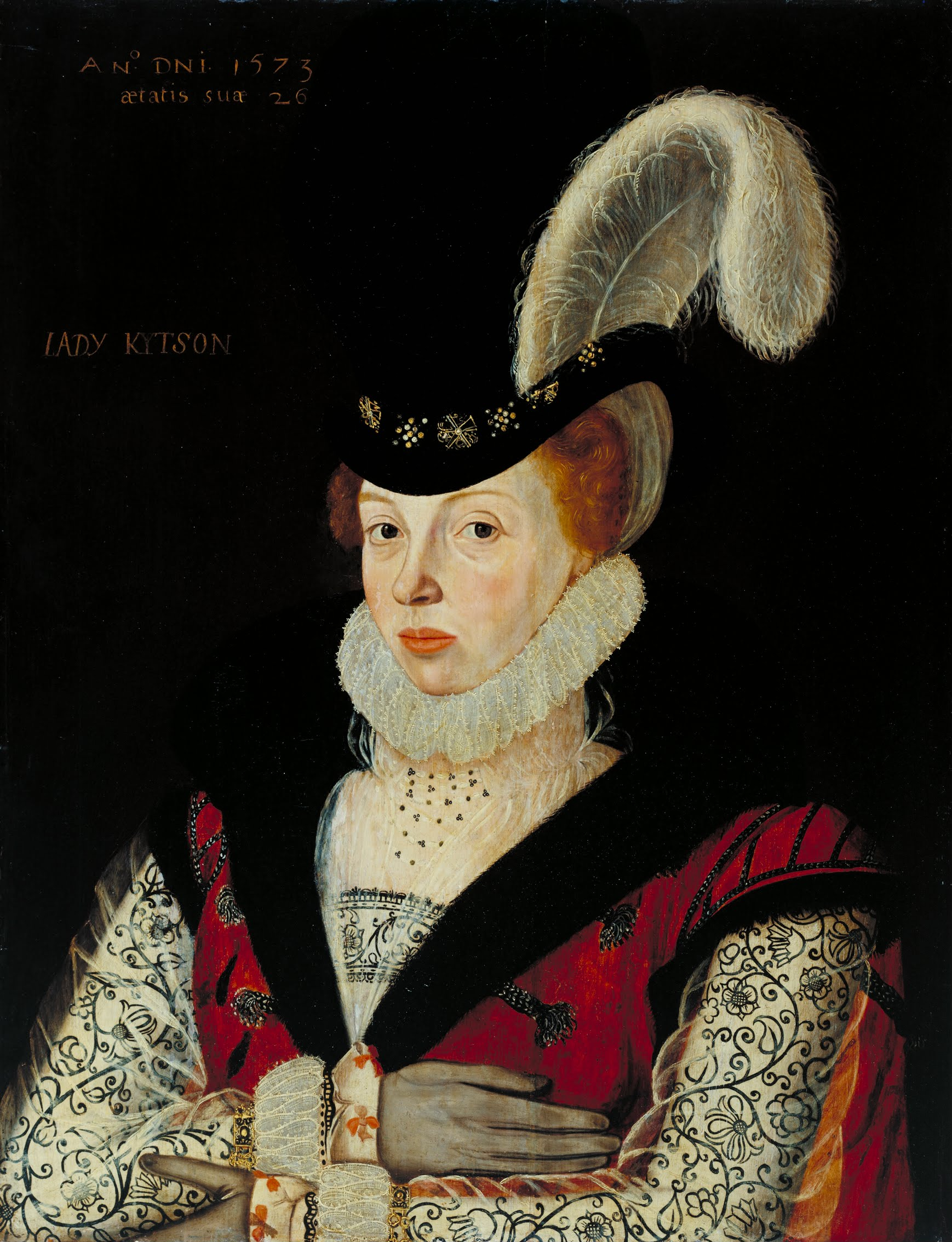
Elizabeth Kitson
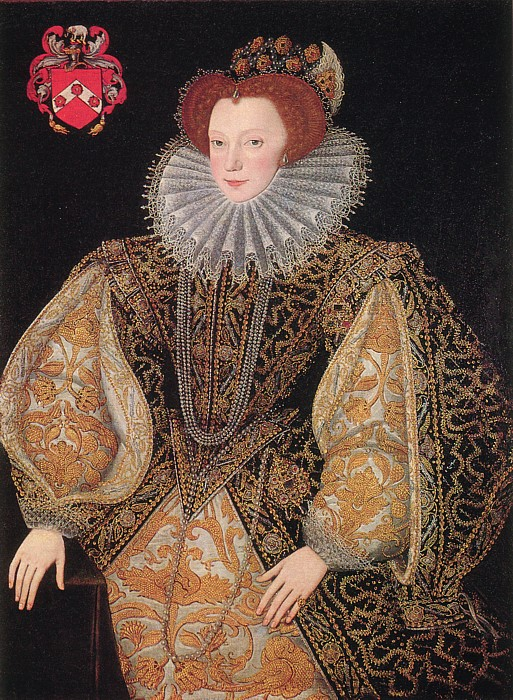
Lettice Knollys
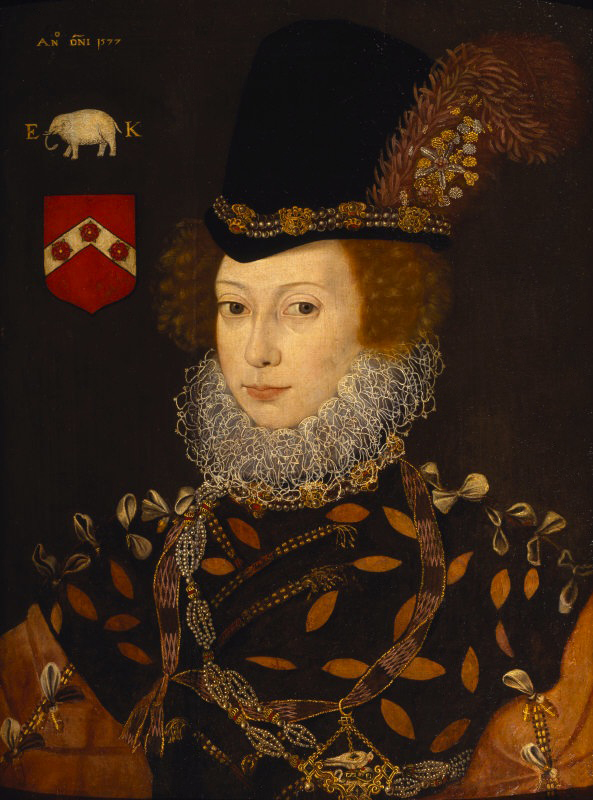
Elizabeth Knollys
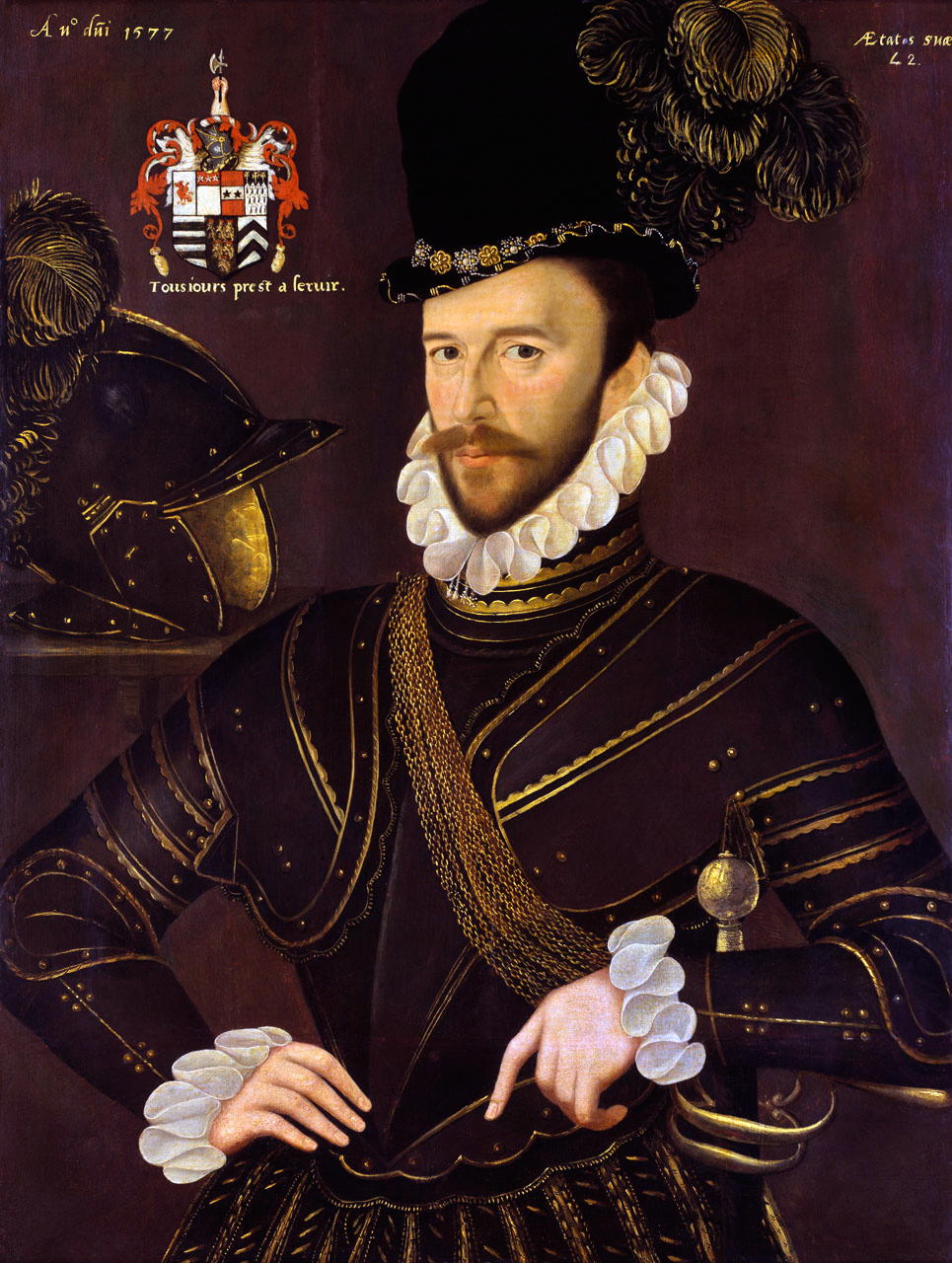
Richard Drake
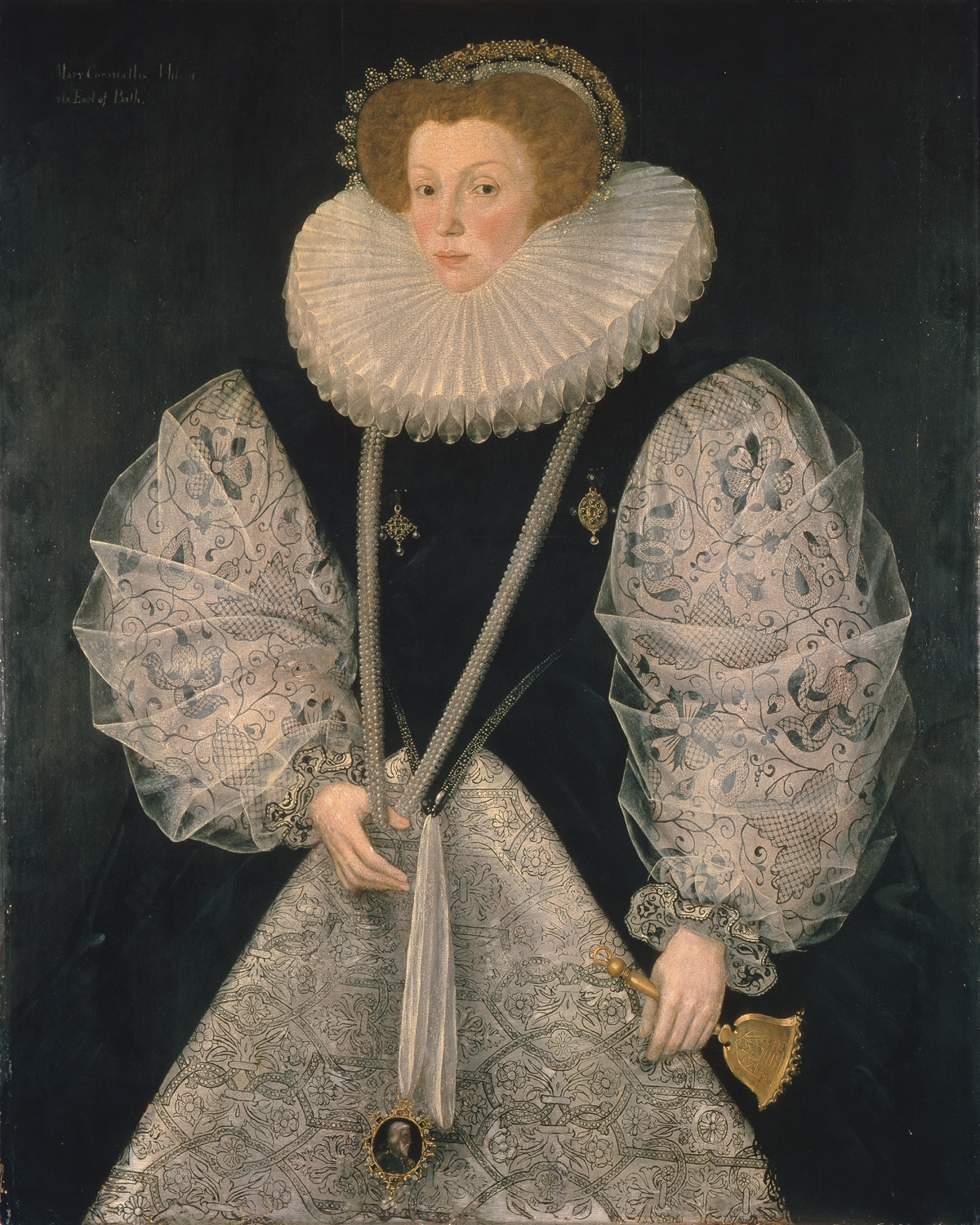
Mary Cornwallis
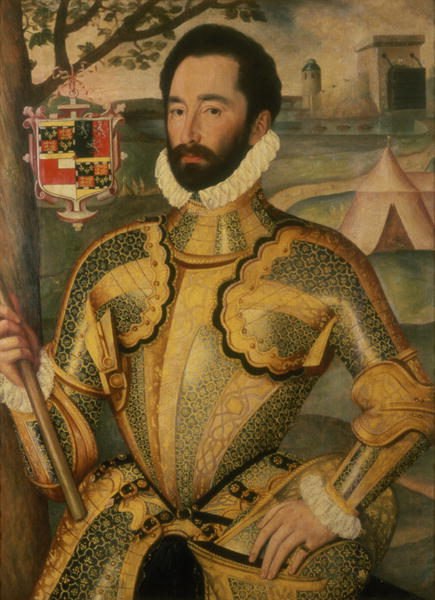
Hon. Charles Somerset

## Notes
1. 1 2  Hearn, Karen, ed. Dynasties: Painting in Tudor and Jacobean England 1530-1630, p. 107
2. ↑  Hearn, p. 43; Strong 1969; Cooper and Bolland 2014, pp. 151-154